# Shayden Morris
Shayden Jermaine Morris (* 3. November 2001 in Newham, London) ist ein englischer Fußballspieler, der beim FC Aberdeen in der Scottish Premiership unter Vertrag steht.

## Karriere
Shayden Morris wurde in Newham, einem Stadtbezirk im Nordosten von London, geboren. Nachdem er Jugendfußball für Southend United gespielt hatte, kam Morris im Jahr 2018 zur Akademie von Fleetwood Town. Er gab sein Debüt im Profibereich für Fleetwood als Einwechselspieler bei einem 1:1-Unentschieden in der EFL Trophy gegen die U21-Mannschaft des FC Liverpool am 25. September 2019. Am 16. Juli 2020 unterzeichnete Morris seinen ersten Profivertrag, der im Januar 2021 um zwei Jahre verlängert wurde. Er gab sein Ligadebüt für Fleetwood in der dritten Liga am 16. Januar 2021 bei einer 0:1-Niederlage gegen den FC Portsmouth. Sein erstes Tor erzielte Morris bei einem 3:2-Heimsieg gegen Cheltenham Town am 21. August 2021.
Morris wechselte im August 2022 für eine nicht genannte Ablösesumme zum schottischen Erstligisten FC Aberdeen.